# Talinum caffrum
Talinum caffrum är en tvåhjärtbladig växtart som först beskrevs av Carl Peter Thunberg, och fick sitt nu gällande namn av Christian Friedrich Frederik Ecklon och Zeyh. Talinum caffrum ingår i släktet taliner, och familjen Talinaceae. Inga underarter finns listade i Catalogue of Life.